# Angela Adamoli
Angela Adamoli (Livorno, 15 giugno 1972) è un'ex cestista e allenatrice di pallacanestro italiana.
L'unico allenatore Campione del Mondo nella storia della pallacanestro italiana, vinto nel 2018 a Manila (Filippine) come allenatrice della Nazionale Italiana di 3X3.

## Carriera

### Giocatrice

#### Club
Cresciuta a Livorno, molto giovane e dopo aver vinto un titolo italiano giovanile con la Termac Livorno, si trasferisce a Vicenza per esordire a soli 15 anni in serie A1 nella squadra vinci-tutto della Primigi Vicenza.
Stagione 1987/88 vince il campionato di serie A e la Coppa Campioni nella finale di Düsseldorf contro le sovietiche del Novosibirsk con il punteggio di 70-64; nello stesso anno vince il Trofeo delle regioni “Decio Scuri” con la selezione giovanile del Veneto.
Stagione successiva 1988/ 89 veste ancora la casacca della squadra vicentina partecipando di nuovo alla finale scudetto e alla finale di Coppa dei Campioni, arrivando al secondo posto in entrambe le competizioni.
Nelle stagioni 1989/90 e 1990/91, si trasferisce e gioca nella storica società del GEAS Sesto San Giovanni per giocare da assoluta protagonista nel campionato di serie A2.
Nell'estate del 1991, torna a giocare in Serie A1 nella società Etruria Basket Pistoia dove rimane per due stagioni.  Nel 1993/94 con la squadra Ahena Cesena aggiunge al suo Palmares la vittoria della Coppa Rocchetti dopo un doppio scontro in finale contro un'altra squadra italiana Lavezzini Basket Parma.
Nel 1994 vede il suo trasferimento alla squadra neopromossa in serie A PCR Messina dove giocherà li le sue 5 stagioni successive, fino al 1999.
Nel 2004 dopo tre stagioni giocate nel Cus Chieti e due stagioni nelle Pantere Caserta, appende le scarpe al chiodo.

#### Nazionale
Nell'estate del 1991, dopo l’esordio in Nazionale A, partecipa ai XI Giochi del Mediterraneo di Salonicco. Nell’estate 1993 vince con la Nazionale italiana una medaglia d’argento ai XII Giochi del Mediterraneo. Nel 1995 vince la storica medaglia d’argento ai Campionati Europei di Brno che qualifica alle Olimpiadi di Atlanta e nello stesso anno vince un’incredibile medaglia d’oro alle Universiadi giocate a Fukuoka, in Giappone battendo in finale una fortissima USA. Nel 1997 disputa i Campionati Europei in Ungheria, le Universiadi e i Giochi del Mediterraneo. Nel 1999 i Campionati Europei in Polonia.
Ha collezionato 94 maglie con la Nazionale Italiana e ha disputato tre edizioni dei Campionati europei (1995, 1997, 1999) e tre dei Giochi del Mediterraneo (1991, 1993, 1997).

### Allenatrice
Dal 2005, dopo aver ottenuto la tessera di allenatore nazionale, si dedica all'allenamento e dopo diverse esperienze nel settore giovanile e nelle squadre senior arrivano i primi risultati grazie alla sua passione, professionalità, preparazione e attenzione ai dettagli. Ha ideato e creato il modo di allenare il 3x3 in Italia tenendo diversi clinic in giro per l’Italia e grazie a questi risultati si è guadagnata il Premio di miglior allenatore 2017 di tutti gli sport della Nazione di Malta, il premio internazionale "La Retina d’Oro" e la prestigiosa benemerenza sportiva del CONI "Palma d’Oro al Merito Tecnico"
- Nel 2012 vince una Medaglia d’oro ai Campionati del mondo Universitari di basket 3X3[8] a Kragujevac, Serbia; lo stesso anno vince il premio Miglior Coach al 6° European FIBA Camp under 15 in Slovenia e le viene assegnato il ruolo di capo allenatore della Nazionale femminile di Malta.
- Stagione 2013/14 con la squadra di club SRB Belize Roma guadagna la promozione in serie A2 e durante l’estate vince la medaglia di bronzo ai Campionati Europei Small Nations con Malta[9].
- Nel 2015 ancora una medaglia di bronzo alle Olimpiadi dei piccoli Stati con Malta. Diventa anche Responsabile Tecnico Territoriale della Regione Lazio. Diventa anche Allenatore e responsabile della Nazionale Italiana 3X3 senior e giovanile.
- Nel 2016 un altro grandissimo risultato con Malta: Medaglia d’oro ai Campionati Europei Small Nations.
- Nel 2017 ennesimo incredibile risultato con Malta: Medaglia d’oro alle Olimpiadi dei piccoli Stati[10].
- Nel 2018 il più grande di tutti i risultati: con la Nazionale Italiana di 3X3 vince una storica Medaglia d’oro ai Campionati del Mondo di Manila[11], Filippine.
- Nel 2019 porta la sua nazionale di 3X3 alla qualificazione per il Pre-Olimpico.

È una dei tecnici responsabili del progetto triennale della FIP: "High School Basket Lab" e sta ricoprendo il ruolo di club manager della società Elite Basket Roma.